# Oleksij Bykov
Oleksij Oleksijovyč Bykov (in ucraino Олексій Олексійович Биков?,  trasl. angl. Oleksiy Bykov; Charcyz'k, 29 marzo 1998) è un calciatore ucraino, difensore dello Zagłębie Sosnowiec.

## Caratteristiche tecniche
È un difensore centrale.

## Carriera

### Club
È cresciuto nel settore giovanile dello Šachtar.
Ha debuttato in Prem"jer-liha il 18 marzo 2018 disputando con il Mariupol' l'incontro perso 2-0 contro lo Šachtar

### Nazionale
Nel 2019 ha giocato una partita con la nazionale ucraina Under-21.

## Statistiche
Statistiche aggiornate al 19 giugno 2020.

### Presenze e reti nei club
| Stagione        | Squadra         | Campionato      | Campionato | Campionato | Coppe nazionali | Coppe nazionali | Coppe nazionali | Coppe continentali | Coppe continentali | Coppe continentali | Altre coppe | Altre coppe | Altre coppe | Totale | Totale | Totale |
| Stagione        | Squadra         | Comp            | Pres       | Reti       | Comp            | Pres            | Reti            | Comp               | Pres               | Reti               | Comp        | Pres        | Reti        | Pres   | Reti   |        |
| --------------- | --------------- | --------------- | ---------- | ---------- | --------------- | --------------- | --------------- | ------------------ | ------------------ | ------------------ | ----------- | ----------- | ----------- | ------ | ------ | ------ |
| 2017-2018       | Mariupol'       | PL              | 5          | 0          | CU              | 1               | 0               |                    | -                  | -                  |             | -           | -           | 6      | 0      |        |
| 2018-2019       | Mariupol'       | PL              | 20         | 0          | CU              | 1               | 0               |                    | -                  | -                  |             | -           | -           | 21     | 0      |        |
| 2019-2020       | Mariupol'       | PL              | 15         | 0          | CU              | 1               | 0               |                    | -                  | -                  |             | -           | -           | 16     | 0      |        |
| Totale carriera | Totale carriera | Totale carriera | 40         | 0          |                 | 3               | 0               |                    | -                  | -                  |             | -           | -           | 43     | 0      |        |